# کابل رول‌اور

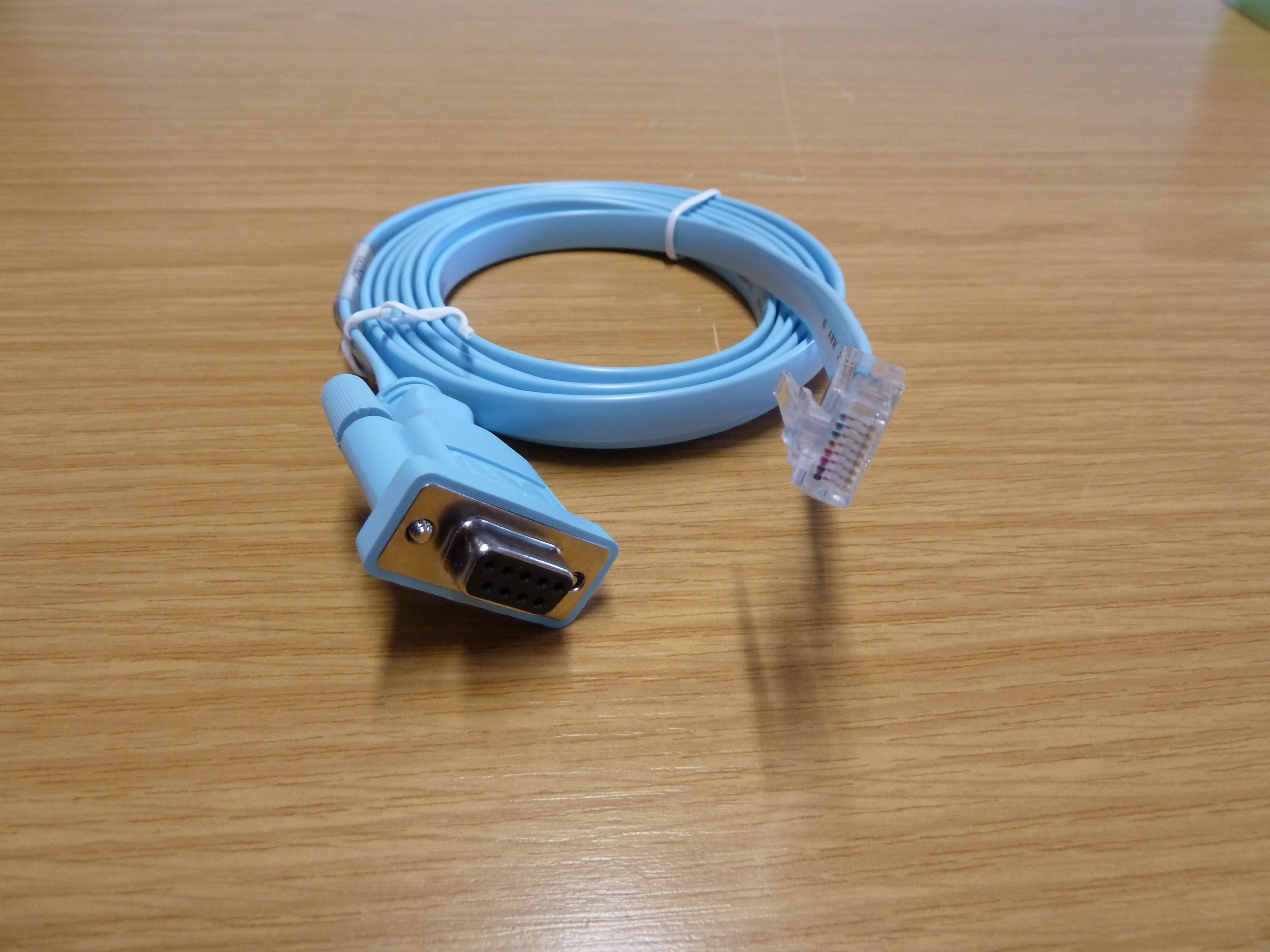
کابل کنسول سیسکو

این کابل برای اتصال و تنظیم کردن روترها و سوئیچ‌های قابل برنامه‌ریزی بکار می‌رود و برای ساخت مدل rj45 آن یک طرف را به استاندارد 568B بسته و طرف دیگر آن را به‌طور قرینه می‌بندیم. البته لازم است ذکر شود که می‌توان این کابل را با پورت سریال نیز درست کرد.